# 関市立武芸小学校
関市立武芸小学校（せきしりつ むげしょうがっこう）とは、岐阜県関市にある公立小学校。

## 通学区域
- 旧・武儀郡武芸川町西部の武芸川町宇多院、武芸川町平、武芸川町谷口であり、公立中学校の進学先は関市立武芸川中学校である[1]。

## 沿革
- 1873年（明治6年） - 
  - 武儀郡谷口村に玉芻学校が開校。
  - 武儀郡宇多院村に清盥義校が開校。
- 1879年（明治12年） - 谷口村寺尾の啓蒙館が玉芻学校寺尾分教場となる。
- 1884年（明治17年） - 玉芻学校と清盥義校が統合され、玉芻学校となる。寺尾分教場、宇多院分教場を設置。
- 1886年（明治19年） - 
  - 谷口尋常小学校に改称する。宇多院村、平村、谷口村（寺尾地区を除く）、中洞村の児童が通学。
  - 寺尾分教場が寺尾簡易科小学校として分離独立する。
- 1889年（明治22年）7月1日
  - - 宇多院村、平村、谷口村が合併し、東武芸村が発足。
  - - 岩佐村と中洞村が合併し、西武芸村が発足。同時に旧・中洞村の児童は岩佐尋常小学校[2]への通学となる。
- 1892年（明治25年） - 武芸尋常小学校に改称する。
- 1901年（明治34年） - 現在地に移転する。宇多院分教場を廃止。
- 1941年（昭和16年） - 武芸国民学校に改称する。
- 1947年（昭和22年） - 東武芸村立武芸小学校に改称する。
- 1956年（昭和31年）9月29日 - 東武芸村と南武芸村の大部分とが新規合併し、武芸村となる。これに伴い、武芸村立武芸小学校に改称する。
- 1965年（昭和40年）4月1日 - 町制施行にともない改称し武芸川町となる。同時に武芸川町立武芸小学校となる。
- 1981年（昭和56年） - 新校舎（鉄筋コンクリート造3階建）が完成する。
- 1995年（平成7年） - レインボールーム（食堂）が完成する。
- 2005年（平成17年）
  - - 体育館が完成する。
  - 2月7日 - 武芸川町が関市に編入される。同時に関市立武芸小学校に改称する。
- 2023年（令和5年）4月 - 関市立寺尾小学校を統合する。

## 義務教育学校の計画
- 児童数及び生徒数の減少、小規模校の適正化のため、武芸川中学校、武芸小学校、博愛小学校を統合し、2026年度以降に義務教育学校にする計画である。